# Arte povera
 (février 2023).
L'Arte povera (expression italienne), parfois appelé « art pauvre », est un mouvement artistique italien, qui, au départ de Turin et de Rome, est apparu sur la scène internationale dans les années 1960. Le terme « povera » se veut une revendication du fait que l’œuvre n'est pas grand-chose en elle-même, au sens qu'elle s'ancre dans une démarche globale, que ce soit au niveau de la création (éventuellement collective), de la diffusion, comme de la réception (c'est au public de s'approprier l’œuvre et les propositions qu'elle ouvre, voire de contribuer à ladite oeuvre ; la « richesse » consiste à « ouvrir » plutôt qu'à enfermer dans un discours).
L’Arte povera s’inscrit dans une histoire artistique dont les thématiques sont alors énoncées par un critique d'art et commissaire d'exposition, Germano Celant. Ce critique d'art décèle un courant artistique nouveau se positionnant dans une volonté de sobriété, à l’instar du minimalisme américain, en réaction au lyrisme pictural de l’expressionnisme abstrait et à la figuration du Pop art. Cette sobriété peut trouver un écho dans une recherche de pauvreté ou simplicité : l’œuvre est réduite à des composants plastiques épurés, sans emphase où l’artiste povériste adopte une démarche à contre-courant de la débauche productiviste.
Parmi les caractéristiques de l’Arte povera, ce principe de pauvreté devient essentiel pour la critique de ce modèle. Ce principe est principalement établi sur la sélection des matériaux employés. Leurs usages se constatent avant tout à l’état brut dans une optique d’immédiateté à la matière et n’ont pas pour vocation initiale à être employés comme matériaux artistiques. Raison pour laquelle le fait de les transposer dans le monde de l’art implique deux idées névralgiques. D’une part, l’Arte povera introduit la notion de banalité dans la sphère de l’art par l’intermédiaire du geste pauvre qui vise à se détacher de toute sophistication. D’autre part, ces matériaux pauvres, souvent trouvés à l’état naturel dans leur environnement, sont en opposition avec l’idée d’une société industrialisée et consumériste.

## Contexte historique

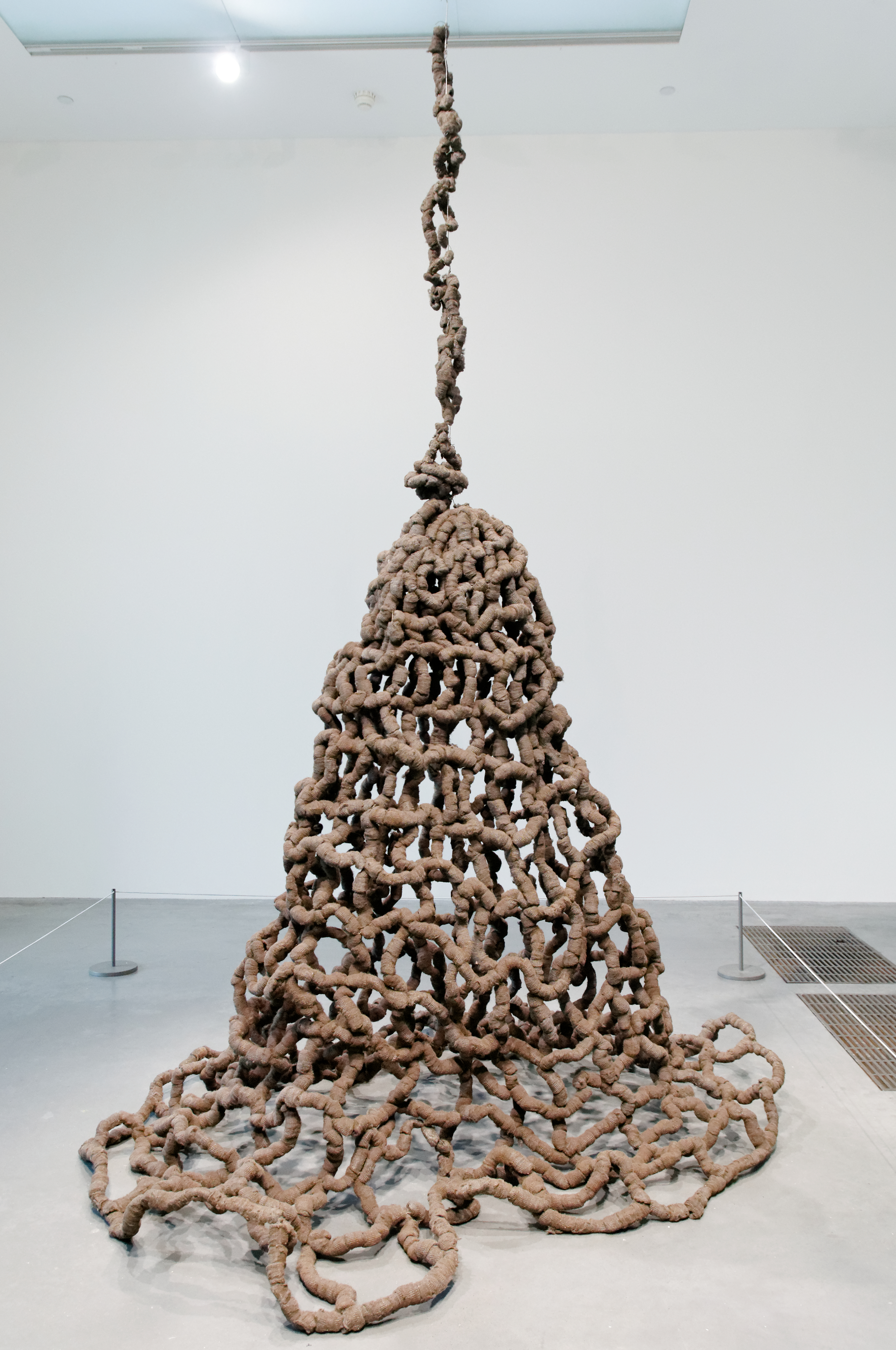
Trap, 1968, Pino Pascali, Tate Modern.

En Italie, à la suite de la reconstruction de l’après-guerre, un bouleversement du mode de vie apparait s’orientant vers le modèle américain. L’essor économique est marqué par une industrie qui produit en masse des biens de consommation, l'issue d'une période de développement économique et avant les tensions politiques des années de plomb. La société de consommation engendre des réactions notamment dans le domaine artistique. Alors que l’art du moment est le Pop art qui glorifie la culture industrielle, un autre courant de pensée émerge dans le milieu artistique italien qui prône une réhabilitation de l’homme et la nature,.
De 1961 à 1971, date du centenaire de l’unification de l’Italie à Rome, l’Arte povera trouve ses racines à Rome et à Turin. Les artistes de ces deux villes proposent une orientation stylistique marquée par un héritage artistique qui leur est propre. Turin possède une vision expérimentale et cherche à dépasser le statut traditionnel de l’art pour s’aiguiller vers des valeurs analytiques et conceptuelles. En revanche Rome, davantage imprégnée par l’héritage baroque et la culture classique, envisage l’évolution artistique avec la conservation des valeurs institutionnelles.
Les artistes povéristes partagent une même approche de l’art, mais chacun suit sa propre recherche personnelle. Par exemple, tous ont la même approche d’un matériau naturel, ou d’un matériau culturel par son origine, qui consiste à l’estimer en tant que tel sans le manipuler, ni le détourner de sa nature première par une intervention. L’intervention consiste à valoriser le matériau par un assemblage ou un montage conçu comme contraste de matières et d’énergies, ou comme possibilité d’une nouvelle perception,. Ainsi, Jannis Kounellis expose des animaux vivants ou du charbon ; Gilberto Zorio utilise des processus de réactions chimiques ou d’actions physiques simples comme l’oxydation et l’évaporation

« L’Arte povera oblige l’artiste à une stratégie de balancement entre la matière de l’objet et ses signes d’ordre conceptuel. L’œuvre se révèle dans un statut éminemment physique qui va jusqu’à la prise en compte de son rapport au spectateur. Ainsi, la pauvreté concerne avant tout son langage immédiat : des matériaux primaires, sont réunis dans des montages simples et directs […]. L’œuvre se présente comme une énigme visuelle, exigeant un travail du sens  ou donnant à percevoir les résistances tensionelles, la circulation de l’énergie, la transition des forces en présence dans l’objet. […] L’Arte povera a affirmé une poétique de l’œuvre d’art comme expérience sensible. »

Giuseppe Penone se fixe un leitmotiv dans son rapport à la matière : « j’essaye de travailler en suivant le matériau, pas contre lui. Donc je ne veux pas changer le matériel ; Je veux suivre son exemple. C’était l’une des premières règles que j’ai appliquées au travail ».
Durant la deuxième moitié du XXe siècle, l’Italie est en pleine ébullition artistique qui a pour point d’ancrage la reprise de la Biennale de Venise en 1948. Durant cette période, l’art informel et l'art concret côtoient les avant-gardes telles que le MAC (Mouvement pour l'art concret) de Bruno Munari et l’art nucléaire d’Enrico Baj. En parallèle, une réminiscence du mouvement futuriste apparaît dans la création du concept spatial de Lucio Fontana avec le mouvement nommé Spatialisme.
L’Arte povera est le fruit d’une histoire jalonnée par un ensemble d’artistes qui se sont par moments rassemblés dans une optique plastique et sémantique commune. La souffrance endurée durant ces années de guerre a également apporté après-guerre un désir de partage et d’échange dans le domaine de l’art. Le désir d’une interactivité internationale jumelé à la volonté d’un renouveau artistique s’est réalisé par exemple avec le groupe ZERO. L’orientation artistique s’est opposée à la société matérialiste tel que le suggère Otto Piene dans un article :

« Je croyais à une autre forme de renaissance. Elle devait être spirituelle, intellectuelle, fondée  sur les domaines d’excellence de l’histoire allemande : l’art, l’humanisme, la créativité intellectuelle. D’une certaine manière ZERO est né d’un esprit de résistance face à la montée d’un nouveau matérialisme, avec l’espoir qu’un nouvel esprit, un nouveau départ ouvrirait une nouvelle période pour la pensée, les émotions de la vie. À cette époque l’idée la plus répandue était que le bien-être matériel rendrait les gens heureux. J’étais contre cela. »

## La guérilla selon Germano Celant

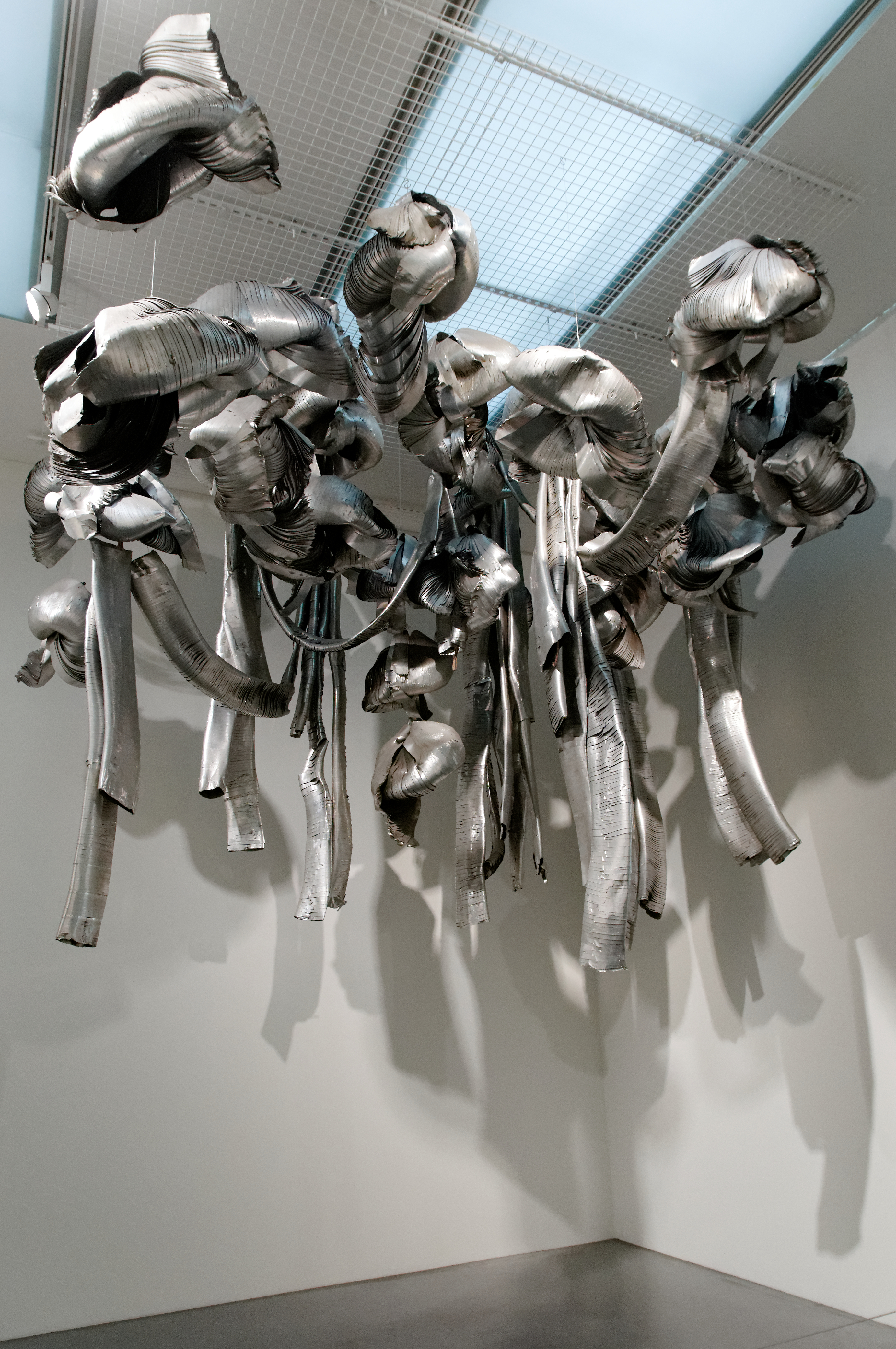
Sans titre, 1966, Marisa Merz, Tate Modern.

À la fin de l’année 1967, l’avènement de l’Arte povera s’établit par la publication dans la revue milanaise Flash Art d’un article intitulé Notes on a guerrilla war (Note pour une guérilla) de Germano Celant. Cet article identifie l’origine du mouvement Arte povera en 1966 avec l’exposition Arte abitabile (Art habitable). Germano Celant définit l’Arte povera comme une critique des objets normalisés de la société de consommation. Il s'oppose au Pop Art, mais aussi au minimalisme, rejetant la froideur de ce mouvement artistique pour lui opposer la sensibilité. Germano Celant considère que l’Arte povera efface la séparation entre l’art et la vie car il épouse l’incohérence et l’instabilité de la réalité en devenir : c’est un art qui surprend en mettant en crise toute certitude, en détruisant la fixité des valeurs et des structures de la société bourgeoise. À cette date, les artistes inclus dans l’Arte povera sont Michelangelo Pistoletto, Marisa et Mario Merz, Paolo Icaro, Mario Ceroli, Giovanni Anselmo, Gianni Piacentino, qui quitte l’Arte povera en 1969 pour rejoindre l’année suivante le minimalisme américain, Gilberto Zorio, Piero Gilardi, Alighiero Boetti, Emilio Prini qui n'est plus mentionné par Germano Celant à la fin des années 1970, Pino Pascali, Jannis Kounellis, Luciano Fabro, Giulio Paolini, en février 1969 Pier Paolo Calzolari et en mai 1969 Giuseppe Penone qui est le dernier à intégrer ce mouvement.
Ces artistes sont considérés par Germano Celant comme des « guérilleros », en lutte contre la culture industrielle. L’assimilation à la guérilla fait également référence au mythe des Viêt-Cong qui affrontent l’armée américaine aux capacités technologiques supérieures. Sur un plan plastique, l’Igloo di Giap (Igloo de Giap de 1968) de Mario Merz atteste de l’atmosphère tendue de l’époque. Cet igloo non-habitable se présente comme une structure hermétique constituée d’une cage de fer hémisphérique sur laquelle repose des sacs en plastique remplis d’argile suggérant les sentiments de résistance et de survie.
La lutte énoncée par l’Arte povera se situe au niveau idéologique plus que dans un engagement politique. Aussi en juin 1968, lors d’un colloque sous la thématique Di un nuovo senso dello spettacolo (D’un nouveau sens du spectacle), Germano Celant peaufine la trajectoire povériste en la qualifiant de « néo-futurisme ». Cette conception prône un appel à la vie, à son énergie dans le cadre d’une réalité contemporaine. La guérilla cède la place à la mythologie vitaliste du futurisme et de la Trans-avant-garde.

## Un art pauvre
Au regard de Germano Celant, le qualificatif « pauvre » se justifie par l’emprunt tant du vocabulaire concernant le théâtre de Grotowski ou d’Artaud qu’à la pensée psychanalyse de Jung ou aux philosophies orientales. « La pauvreté », écrit-il, « dans ce contexte doit être comprise comme un dépouillement volontaire des acquis de la culture pour atteindre à la vérité originaire du corps et de ses perceptions. ».
L’Arte povera souhaite se soustraire au système bourgeois et à sa rationalisation du mode de vie. Ce désir a été partiellement concrétisé par Marcello Rumma, un jeune mécène et collectionneur : échappant au protocole des galeries, les expositions organisées par Marcello Rumma, comme Arte povera + Azioni Povere (Art pauvre et actions pauvres) à l’Arsenal d’Amalfi en octobre 1968, sont l’occasion pour les artistes de laisser libre cours à leur imagination dans le déroulement de l’exposition et la présentation des œuvres. La présence de représentants du land art et de l’art conceptuel à cette expositions montre que les frontières entre ces mouvements artistiques ne sont pas encore nettement tracées.
Giovanni Lista se réfère dans son ouvrage Arte povera au dépouillement consenti de saint François d’Assise. Celui-ci a vécu sa pauvreté comme une forme de liberté à l’instar de l’Arte povera. « La pauvreté volontaire est d’abord discipline. L’artiste povériste […] récupère la forme et la force de l’artisanat, réinvestissant des gestes simples afin de traduire un processus d’énergie, de matérialiser une intuition, d’incarner pleinement une vision de l’esprit ».
L’Arte povera s’apparente également à une esthétique spirituelle et philosophique dépassant la simple matérialité économique à travers le théâtre pauvre de Jerzy Grotowsky. Ce théâtre utilise des matériaux dit pauvres comme la terre, le carton, les journaux, dans son paysage scénique.

## Ancrage historique de l’Arte povera
L’Arte povera en 1967 est à l’aube de sa naissance officielle. Cette année est ponctuée par deux expositions annonciatrices des aspirations de l’Arte povera. Tout d’abord en juin 1967, la galerie L’Attico de Rome organise l’exposition Lo spazio degli elementi. Fuoco, Immagine, Acqua, Terra (L’espace des éléments. Feu, Image, Eau, Terre). Ensuite, la deuxième exposition intitulée Lo Spazio dell’immagine (L’Espace de l’image) a lieu à Foligno en juillet 1967. À cette occasion, Germano Celant lance le concept d’Im-spazio (im[age]-espace) afin d’expliquer un art dans l’espace où l’image se trouve assimilée à l’espace réel.
En octobre 1967, Germano Celant, lors d'une exposition à la galerie La Bertesca de Gênes, y présente entre autres Alighiero Boetti, Luciano Fabro, Jannis Kounellis, Giulo Paolini et Emilio Prini, sous les thématiques de l’Arte povera e Im-spazio (Art pauvre et im [age]-espace). Ces thématiques s’inspirent par l’appropriation d’éléments géométriques principalement présentés dans un dispositif épuré. Dans cette période Germano Celant n’a toujours pas défini « l’appauvrissement » de l’Arte povera. Toutefois « l’Arte povera s’établit déjà selon deux lignes de recherche, l’une s’exprime par un conceptuel dématérialisé, l’autre par des objets à la forte évidence matérielle. Dans les deux cas, le langage de l’art est ramené à la tautologie comme garantie ontologique : l’identité d’une chose est la chose elle-même ». Les œuvres de l’Arte povera sont des matériaux communs qui sont directement transposés dans le monde artistique. En transposant et sortant ces matériaux de leur condition ordinaire, les artistes povéristes mettent en évidence, pour lui, l’essence même de ces matériaux. Le matériau est donc observé pour les qualités qui lui sont propres et non plus pour les choses qu’il représente.
En 1969, l’exposition Amalfi est couronnée de succès offrant la première reconnaissance officielle des recherches plastiques povéristes. Néanmoins dans le but d’asseoir l’« art pauvre » dans une analyse critique, Marcello Rumma publie en mai 1969 Arte Povera più Azioni Povere. En octobre de la même année, Germano Celant publie Arte Povera aux éditions Mazotta en intégrant pour la première fois Pier Paolo Calzolari et Giuseppe Penone. Germano Celant ne délaisse pas la part conceptuelle de l’Arte povera raison pour laquelle il situe les artistes de l’art conceptuel et du Land art dans le prolongement des recherches povéristes. D’ailleurs, il organise en juin 1970 une exposition intitulée Conceptual Art – Arte Povera – Land Art tout en implantant l’œuvre de Piero Manzoni qu’il considère comme le pionnier de l’Arte povera et de l’art conceptuel.
En 1970, sans démordre d’une forme de puritanisme, les povéristes sont en quête d’une évolution dans leur approche plastique. Cette réflexion identitaire trouve une correspondance avec le passé artistique italien. Cette identité au passé actualisé se constate, par exemple, avec les sérigraphies de nus et l’installation Venere degli stracci (Vénus au chiffon) de Michelangelo Pistoletto qui convoque une iconographie antique ou renaissante. À ce moment, l’Arte povera s’éloigne du réductionnisme minimaliste. « L’Arte povera évoque toujours le concret et s’inscrit dans une relation de l’art aux valeurs humaines. La pauvreté de l’Arte povera ne tient pas à la simplification des formes, mais à une redécouverte de la beauté poétique comme forme de connaissance ».
Dans l’univers plastique teinté d’une certaine âpreté sans pour autant lui occulter une certaine poésie, Jannis Kounellis confectionne des œuvres traduisant l’atmosphère des années de plomb causée par le terrorisme des Brigades rouges qui tourmente l’Italie.
Malgré l’absence de représentation, son travail propose une invitation à l’interprétation. Jannis Kounellis présente les matériaux à l’état brut ou des produits manufacturés dans une ambiance propre au théâtre pauvre de Jerzy Grotowski. L’absence de titre, caractéristique de l’ensemble de son œuvre, qui sollicite l’imaginaire du spectateur puisque sans repère préétabli lors de l’observation de l’œuvre et associé aux matériaux de récupération desquels émane un vécu, sont des facteurs accentuant l’uniformité de la mise en scène.
L’énergie, qu’elle soit physique ou mentale est le leitmotiv de Gilberto Zorio. Lors d’une performance en 1971 à Turin sur le thème de l’état d’âme, l’artiste écrit dans un mur odio (haine) à l’aide d’un instrument en plexiglas portant cette inscription. Dans un certain nombre d’œuvres, un langage poétique axé sur l’idée de voyage est perceptible par l’usage de canoë-kayak et de l’étoile à cinq branches.
En mai 1971, la première exposition exploitant l’étiquette Arte povera est montée sans l’égide de Germano Celant. Aussi, pour éviter de sombrer dans la logique d’étiquetage commercial, Germano Celant proclame alors la fin du mouvement Arte povera sans pour autant renoncer à en soutenir, individuellement et sans aucune étiquette, les artistes.
En novembre 1979, le critique d’art italien Achille Bonito Oliva fonde la Transavanguardia (Trans-avant-garde) dans un article de la revue Flash Art. Celui-ci vilipende les valeurs de l’Arte povera, en en stigmatisant la « connotation moralisante ». En réaction à ces propos, Germano Celant organise une exposition intitulée  Identité italienne : l’art en Italie depuis 1959 au Musée national d'Art moderne (MNAM) situé au Centre Georges Pompidou à Paris, en 1981. À cette occasion, Garmano Celant fait publier un ouvrage comprenant une anthologie de textes qui rend compte du paysage italien dans les domaines de l’art, la culture, la politique et les luttes sociales. Cet ouvrage se termine par un article qui récuse avec véhémence la figuration des peintres Trans-avant-garde, citationnistes et anachroniques. Cette critique est réitérée à deux reprises en 1984 lors de l’exposition Coerenza, dall’Arte Povera al 1984 au temple La Mole Antonellinna et dans le livre in memoriam bien que le contenu soit essentiellement porté sur l’hommage à Marcello Rumma.
En 2009, Michelangelo Pistoletto et Salvatore Garau ont exposé ensemble dans l'exposition "Di tanto mare. Salvatore Garau - Michelangelo Pistoletto",.

## Enjeu de l’art italien
En Europe, l’Arte povera rivalise de notoriété avec l’art américain. Le mouvement italien possède une esthétique et une idéologie singulière qui rejette l’idéalisation de la modernité et du consumérisme. Par moments proche des courants tels que le minimalisme, l'antiform et l’art conceptuel, l’Arte povera a revendiqué ses caractéristiques plastiques propres. Les artistes povéristes ont su conserver leur identité en dépit de l’émergence plurielle d’autres formes artistiques. La persévérance des artistes à demeurer dévoués au programme povériste de Germano Celant a permis d’assurer la pérennité du mouvement. L’Arte povera de par son nom peut sous-entendre un précepte. À l’origine, cette pauvreté a engagé une forme de minimalisme. « L’aphorisme de Plaute « nomen atque omen » : le nom est déjà prémonition, traduit cette capacité d’un nom à conditionner une sensibilité et à forger un destin. ».
Dans une culture ou la pauvreté renvoie à la vertu d’authenticité de par la référence à la mythologie franciscaine, l’impact de l’Arte povera a été un présage sur ses prédispositions anthropologiques et son projet de saisir une beauté du matériau ou du processus artisanal. La matière mise à nu lors des expositions dans le but d’interpeller le spectateur dans un rapport primaire décloisonne le cercle souvent élitiste de l’art. Toutefois, la matière ne peut pas être perçue qu’au premier degré de lecture. Cette matière présentée est une incitation à l’allégorie, la poésie à une invitation à notre imaginaire. Lorsqu’au début du XXe siècle le futurisme a rejeté la tradition esthétique pour idéaliser la modernité et ses corrélats tels les machines, la vie citadine et la vitesse ; un demi-siècle plus tard l’Arte povera s’est opposé à une partie de la culture industrielle pour renouer avec une partie de la culture traditionnelle italienne.

« L’Arte povera procède souvent d’un renversement spéculaire des positions du futurisme. Ainsi, Marinetti [qui est à l’origine du futurisme] avait proclamé l’abolition des statues classiques comme paramètres intangibles de la beauté. Les artistes povéristes, tels Paolini ou  Pistoletto, réintroduisent au contraire dans l’art contemporain les plâtres des académies des  beaux-arts comme nouveaux matériaux esthétiques de la forme […]. Dans « Struttura del  tempo » (« Structure du temps »), Penone utilise le redoublement de la forme pour restituer la très lente croissance, invisible pour l’œil humain, d’une forme végétale. Au lieu du monde mécanique du futurisme, il choisit le processus vital et le rythme organique de la nature. »

Quand le futurisme a clamé l’essor économique de l’Italie et sa ferveur à devenir une civilisation industrielle ; l’Arte povera quant à lui a orienté son projet vers les racines antiques de son histoire. Le savoir-faire artisanal, ses traditions culturelles, sa sensibilité humaniste, sont des richesses « lui permettant d’atteindre sa propre modernité ».

## Artistes
- Giovanni Anselmo (1934-2023), sculpteur italien.
- Alighiero  Boetti (1940-1994), artiste italien.
- Pier Paolo Calzolari (1943-), artiste italien.
- Mario Ceroli (it) (1938-), sculpteur et scénographe italien.
- Emilio Prini (1943-2016), peintre italien.
- Luciano Fabro (1936-2007), artiste peintre et sculpteur.
- Lucio Fontana (1899-1968),  peintre et sculpteur argentin.
- Piero Gilardi (1942-2023), sculpteur italien.
- Jannis Kounellis (1936-2017), peintre et sculpteur grec.
- Gianni Piacentino (1945-), peintre et sculpteur italien.
- Mario Merz (1925-2003), artiste, peintre et sculpteur italien.
- Marisa Merz (1931-2019), artiste italienne.
- Piero Manzoni (1933-1963), artiste italien.
- Giulio Paolini (1940-), sculpteur et peintre italien.
- Pino Pascali (1935-1968), artiste italien.
- Giuseppe Penone (1947-), artiste et sculpteur italien.
- Michelangelo Pistoletto (1933-), artiste, peintre et sculpteur italien.
- Gian Carlo Riccardi (1933-2015), artiste, peintre, directeur de théâtre, sculpteur et écrivain italien.
- Gilberto Zorio (1944-), sculpteur italien.